# Les Déguns
Les Déguns est une web-série française créée par Nordine Salhi et Karim Jebli en 2013. Elle est diffusée depuis le 19 février 2014 sur Youtube.
Le titre de la série vient du provençal degun équivalent du pronom « personne » en français (mais sans lien avec le nom commun « personne » qui se traduit par persona en provençal). La traduction approximative en français standard serait « Les moins-que-rien ».
La web-série a été adaptée au cinéma avec le film Les Déguns sorti en 2018.

## Synopsis
La série est fondée sur le récit de la vie des deux personnages principaux, Nordine et Karim.

## Fiche technique
- Titre original : Les Déguns
- Création : Nordine Salhi, Karim Jebli
- Réalisation : Nordine Salhi, Karim Jebli, Claude Zidi Jr, Alexandre Laugier (saison 1)(saison 2 épisode 9)
- Scénario : Nordine Salhi, Karim Jebli, Claude Zidi Jr
- Mixage : Adrien Lacroix
- Chef opérateur : Alexandre Laugier
- Montage : Alexandre Laugier
- Casting : Nordine Salhi, Karim Jebli
- Maquillage : Valérie Naccarato (saison 1), Nadine Chekfa (saison 2)
- Musique : Walid Lido
- Mastering : Adrien Lacroix
- Société de production : Alex. L films (saison 1), HYPER FOCAL (saison 2, 3, 4)
- Pays d'origine : France
- Langue originale : Français
- Format : Couleur
- Genre : Comédie
- Durée : 7 à 50 minutes

## Distribution

### Acteurs principaux
- Karim Jebli : Karim
- Nordine Salhi : Nordine dit « Nono »
- Moussa Maaskri : Moussa, père de Stéphanie (invité saison 1, principal depuis la saison 2)

### Invités
- Catherine Brun : La directrice (saison 1)
- M.O.H. (saison 1)
- Jessica Errero : La petite-amie de Karim (saison 1)
- Benjamin Gutierrez : Benji (saisons 1 et 2)
- Soprano : Lui-même (saisons 1,2,3 et 4)
- Anaïs Camizuli (saison 2)
- Florent Ré (saison 2)
- Bengous (saison 2,3 et 4)
- Stéphanie  : La chorégraphe (saison 2)
- Jamel Chaibi : Le frère de Karim (saison 2)
- Pierre Santino : Joueur de Poker (saison 2)
- Sultan (saison 2)
- JUL : Lui-même (saison 2 et 3)
- Benjamin Mendy : Lui-même (saison 2)
- Charlotte Lacourbe (saison 2)
- Lord Kossity : un policier (saison 3, épisode 1)
- Saïd Bogota : Le co-détenu de Karim & Nono (saison 3, épisode 1)
- Alonzo : Lui-même (saison 3, épisode 3)
- Rémy Cabella : Lui-même (saison 3, épisode 6)
- Georges-Kévin Nkoudou : Un client de Nordine (saison 3, épisode 7)
- Shurik'n : Un joueur de carte (saison 3, épisode 10)
- Sofiane : Un joueur de carte (saison 3, épisode 10)
- Jean-Pierre Foucault : Le maire (saison 4, épisode 2)
- Mister V (saison 4)
- Soolking : Lui-même (saison 2, épisode 6)
- Camille Lellouche (saison 4)
- Pascal Légitimus (saison 4)
- Brahim Zaibat (saison 4)
- Baptiste Giabiconi (saison 4)
- Capucine Anav (saison 4)
- Mister You (saison 3,épisode 9)
- Véronique Smolen : La prof d'anglais (saison 1)
- Djino : le petit frère de Stéphanie

## Production
Le projet débute à la fin de 2012. Dès 2013 après fin d'écriture de la saison entière, Nordine Salhi contacte ALEX.Lfilms et son réalisateur, chef opérateur et monteur Alexandre Laugier afin de mettre en image et en lumière les scénarios qu'il avait écrit avec Karim. C'est donc depuis juillet 2013 où le tournage a commencé que la série a lentement pris ses formes.
La série est diffusée sur Facebook et Youtube puis seulement sur Youtube à partir de la saison 2. La première saison a été diffusée en 2014 et la deuxième en 2015, la troisième saison depuis février 2016. La série a connu un important succès sur la toile au fil des saisons, ainsi les épisodes comptabilisent tous plus d'un million de vues, et la chaîne de la série comptabilise en décembre 2015 près de 26 millions de vues.
Le succès de la série est grandissant dès la deuxième saison, dû aux moyens de la production, à la participation de nombreuses personnalités, notamment des rappeurs comme M.O.H, Soprano, Sultan, JUL ou bien des acteurs tels que Pierre Santino, Moussa Maaskri et l'humoriste Bengous. Des personnalités de télé-réalité comme Anaïs Camizuli (Secret Story), Stéphanie Durant et Charlotte Lacourbe (Les Marseillais), Florent Ré et Benjamin Gutierrez (Les Princes de l'amour) y figurent aussi.

## Épisodes

### Panorama des saisons
| Saison | Saison | Épisodes | France           | France           |
| Saison | Saison | Épisodes | Début            | Fin              |
| ------ | ------ | -------- | ---------------- | ---------------- |
|        | 1      | 10       | 21 février 2014  | 22 avril 2014    |
|        | 2      | 10       | 27 février 2015  | 1er mai 2015     |
|        | 3      | 10       | 8 avril 2016     | 17 juin 2016     |
|        | 4      | 11       | 8 septembre 2017 | 29 novembre 2017 |

### Saison 1 (2014)
La première saison a été diffusée du 21 février 2014 au 22 avril 2014. Cette saison contient dix épisodes.
| №  | #  | Titre Français                              | Diffusions française | Code de production |
| -- | -- | ------------------------------------------- | -------------------- | ------------------ |
| 1  | 1  | De vrai déguns                              | 21 février 2014      | 101                |
| 2  | 2  | Cambriolage raté                            | 28 février 2014      | 102                |
| 3  | 3  | Nono abandonné                              | 7 mars 2014          | 103                |
| 4  | 4  | Le retour de Karim                          | 14 mars 2014         | 104                |
| 5  | 5  | Le jeu du poker                             | 21 mars 2014         | 105                |
| 6  | 6  | Le plan                                     | 28 mars 2014         | 106                |
| 7  | 7  | Un braquage avec des déguns                 | 4 avril 2014         | 107                |
| 8  | 8  | Le rap dans la peau (avec M.O.H et Soprano) | 11 avril 2014        | 108                |
| 9  | 9  | Le K.O Mortel                               | 18 avril 2014        | 109                |
| 10 | 10 | Tout sur Karim et Nono                      | 22 avril 2014        | 110                |

### Saison 2 (2015)
La deuxième saison a été diffusée du 27 février 2015 au 1er mai 2015. Cette saison contient dix épisodes.
1. Des cours de danse
2. Confession non-intimes
3. Poisson d'avril
4. Un double rendez-vous (avec Anaïs Camizuli)
5. Les nouveaux entraîneur
6. Beau papa (avec Sultan)
7. A la recherche d'une équipe (avec JUL et Benjamin Mendy)
8. L'équipe de malheur
9. Piégé
10. Recherché et condamné (avec Soprano et Jehina)

### Saison 3 (2016)
La troisième saison a été diffusée du 8 avril 2016 au 17 juin 2016. Cette saison contient dix épisodes.
1. Un an de prison (partie 1) (avec Lord Kossity et l'Algerino)
2. Un an de prison (partie 2)
3. Le bracelet à 17H00 (avec Soprano et Alonzo)
4. Au secours...ma fille est enceinte !!!
5. Braquage et moustache
6. Les meilleurs agents (avec Rémy Cabella)
7. Un boulot pour Nono (avec Georges-Kevin Nkoudou)
8. Une meuf pour Karim
9. Nécrophile (avec JUL, Mister You et Soprano)
10. Le divorce  (avec Sofiane)

### Saison 4 (2017)
La quatrième saison a été diffusée du  8 septembre 2017 au 29 novembre 2017. Cette saison contient onze épisodes.
1. A la recherche de Nono (avec Soprano)
2. Le mariage (avec Jean-Pierre Foucault)
3. Un après-midi avec papy
4. Le ticket de loto (avec Baptiste Giabiconi)
5. Moche mais riche (avec Mister V et Baptiste Giabiconi)
6. The mask (avec Soprano et Soolking)
7. Nécrophile, le retour (avec Soprano)
8. Nécrophile, le clip (avec YL)
9. Un nouveau travail pour les déguns (partie 1) (avec Camille Lellouche)
10. Un nouveau travail pour les déguns (partie 2) (avec Camille Lellouche et Pascal Légitimus)
11. Le dernier plan contre les Bikers (avec Capucine Anav, Pascal Légitimus, Camille Lellouche, Baptiste Giabiconi et Soprano)

## Adaptation
Le film Les Déguns, adapté de la web-série, est sorti en 2018.